# Тейлорсвілл (Джорджія)
Тейлорсвілл (англ. Taylorsville) — місто (англ. town) в США, в округах Бартоу і Полк штату Джорджія. Населення — 252 особи (2020).

## Географія
Тейлорсвілл розташований за координатами 34°5′6″ пн. ш. 84°59′8″ зх. д. / 34.08500° пн. ш. 84.98556° зх. д. (34.085129, -84.985629).  За даними Бюро перепису населення США в 2010 році місто мало площу 3,86 км², з яких 3,86 км² — суходіл та 0,00 км² — водойми.

### Клімат
| Клімат : Тейлорсвілл  | Клімат : Тейлорсвілл | Клімат : Тейлорсвілл | Клімат : Тейлорсвілл | Клімат : Тейлорсвілл | Клімат : Тейлорсвілл | Клімат : Тейлорсвілл | Клімат : Тейлорсвілл | Клімат : Тейлорсвілл | Клімат : Тейлорсвілл | Клімат : Тейлорсвілл | Клімат : Тейлорсвілл | Клімат : Тейлорсвілл | Клімат : Тейлорсвілл |
| Показник              | Січ.                 | Лют.                 | Бер.                 | Квіт.                | Трав.                | Черв.                | Лип.                 | Серп.                | Вер.                 | Жовт.                | Лист.                | Груд.                | Рік                  |
| Середній максимум, °C | 13,3                 | 16,7                 | 18,9                 | 25,0                 | 28,9                 | 32,2                 | 35,0                 | 34,4                 | 30,0                 | 25,0                 | 16,7                 | 10,6                 | 23,9                 |
| Середній мінімум, °C  | −1,7                 | 0,0                  | 7,8                  | 10,6                 | 18,3                 | 21,7                 | 25,6                 | 24,4                 | 16,1                 | 9,4                  | 4,4                  | −1,7                 | 11,3                 |
| --------------------- | -------------------- | -------------------- | -------------------- | -------------------- | -------------------- | -------------------- | -------------------- | -------------------- | -------------------- | -------------------- | -------------------- | -------------------- | -------------------- |
| Джерело: Weatherbase  |                      |                      |                      |                      |                      |                      |                      |                      |                      |                      |                      |                      |                      |

## Демографія
Згідно з переписом 2010 року, у місті мешкало 210 осіб у 87 домогосподарствах у складі 62 родин. Густота населення становила 54 особи/км².  Було 98 помешкань (25/км²).
Расовий склад населення:
| - 89,0 % — білих - 3,3 % — чорних або афроамериканців - 1,4 % — корінних американців - 3,8 % — осіб інших рас |

До двох чи більше рас належало 2,4 %. Частка іспаномовних становила 5,2 % від усіх жителів.
За віковим діапазоном населення розподілялося таким чином: 20,5 % — особи молодші 18 років, 59,5 % — особи у віці 18—64 років, 20,0 % — особи у віці 65 років та старші. Медіана віку мешканця становила 46,0 року. На 100 осіб жіночої статі у місті припадало 84,2 чоловіків;  на 100 жінок у віці від 18 років та старших — 92,0 чоловіків також старших 18 років.
Середній дохід на одне домашнє господарство  становив 68 366 доларів США (медіана — 58 750), а середній дохід на одну сім'ю — 76 819 доларів (медіана — 64 250). За межею бідності перебувало 4,5 % осіб, у тому числі 0,0 % дітей у віці до 18 років та 11,1 % осіб у віці 65 років та старших.
Цивільне працевлаштоване населення становило 98 осіб. Основні галузі зайнятості: транспорт — 17,3 %, виробництво — 16,3 %, фінанси, страхування та нерухомість — 14,3 %.